# Asesinato de Margaret Fetterolf
Margaret Fetterolf (Virginia; 27 de diciembre de 1959 - Woodlawn, Maryland; 11 de septiembre de 1976) fue una joven estadounidense asesinada cuyo cuerpo fue encontrado en las lindes de Woodlawn, en el estado de Maryland. Durante 45 años, su cuerpo permaneció sin identificar antes de ser cotejado en septiembre de 2021 mediante pruebas de ADN realizadas por el Centro Nacional para Menores Desaparecidos y Explotados, Bode Technology y Othram. Antes de su identificación, era conocida como la Jane Doe de Woodlawn, en referencia a la zona del condado en la que se encontró su cuerpo. Su asesino, o asesinos, nunca han sido detenidos.

## Descubrimiento del cuerpo
El 12 de septiembre de 1976, en torno a las 10:20 horas de la mañana, el cuerpo de una mujer de entre 15 y 30 años fue encontrado parcialmente envuelto en una sábana blanca. Había sido golpeada, estrangulada y violada. La violación había provocado una hemorragia que se había filtrado en su ropa. Probablemente murió en un lugar diferente y había sido transportada al lado de Dogwood Road, cerca de la puerta trasera de un cementerio. Es posible que una furgoneta Ford Econoline estuviera relacionada con el caso, ya que se vio una cerca del lugar donde estaba el cuerpo una hora antes de que fuera encontrado.
La víctima llevaba como collar una cuenta de piedra de color turquesa atada a una cuerda de cuero crudo. También tenía en su poder dos llaves de latón (se cree que una era de una casa y la otra de un pestillo nocturno) que se encontraron sujetas a un imperdible en uno de los bolsillos de unos vaqueros de color amarillo canela. Llevaba una camisa blanca y morena, un sujetador blanco y unos calcetines hasta la rodilla con rayas multicolores. Cerca del cuerpo se encontró un único mocasín de color moreno claro con cordones de hilo y suela de goma; se cree que lo llevaba la víctima. También se encontraron otros trozos de tela en el cuerpo.
Se encontraron dos pañuelos y una bolsa para semillas de hierba sobre su cara. Un pañuelo era azul y blanco y el otro naranja y blanco. El pañuelo naranja y blanco tenía agujeros que se ajustaban a la ubicación de sus ojos y nariz. Además de la bolsa sobre su cara, se encontró un trozo de la bolsa de semillas de hierba en su garganta. En la bolsa se podía leer "Farm Bureau Association Grass Seed, Lexington, Mass.". Además, tenía las manos atadas a la espalda con una especie de venda con nudos de gran calidad.
En el estómago de la víctima se encontró una cantidad extremadamente grande de un fármaco sedante, la clorpromazina, utilizado en el tratamiento de enfermedades como la esquizofrenia, lo que llevó a una teoría que vinculaba a la víctima, o a los responsables de su asesinato, con una institución psiquiátrica. Además, la sábana que envolvía su cuerpo coincidía con las que se proporcionan en las instituciones de hospitalización.

## Examen
Los examinadores midieron a la víctima y concluyeron que pesaba entre 67 y 72 kilos y medía entre 1,68 m y 1,75 m. Se determinó que el grupo sanguíneo de la víctima era O positivo. Había pruebas de que había sido tratada por un dentista, pues le habían extraído tres de sus molares y tenía empastes en los cinco restantes. Debido a la cantidad y calidad de los cuidados dentales, las autoridades supusieron que no procedía de un entorno empobrecido. Uno de sus otros dientes estaba torcido.
En su brazo izquierdo se encontró un par de letras mal tatuadas, posiblemente iniciales, que contenían dos letras, que se cree que eran JP, SS, JB o una combinación de letras similar. Tenía las orejas perforadas y una cicatriz en la parte superior del muslo derecho. Se observó un pico de viuda en la frente de la víctima.
Tenía el pelo ondulado, entre castaño oscuro y negro, que le llegaba hasta los hombros, ojos marrones y tez aceitunada. La raza y etnia exactas de la víctima desconcertaron a los investigadores y médicos forenses, pero se cree que podría haber sido blanca.

## Investigación
Poco después de que se encontrara el cadáver, se recogieron huellas dactilares e información dental para establecer su identidad. Sus huellas fueron incorporadas a las bases de datos nacionales, al igual que su ficha dental. Posteriormente se llevaron a cabo varias investigaciones sobre el caso.
Anteriormente se había relacionado a la víctima con regiones de Massachusetts y Nueva York. Los últimos acontecimientos indicaron que posiblemente era una adolescente inmigrante de América Central o del Sur que había vivido en Jamaica Plain, una zona de Boston (Massachusetts), aunque la familia de la persona aún no había sido localizada. En 2016, el Centro Nacional para Menores Desaparecidos y Explotados dio a conocer el detalle de que podría haber utilizado los nombres "Jasmine" o "Jassy" cuando estaba viva.
Muchas mujeres desaparecidas de todo Estados Unidos han sido eliminadas desde entonces como posibles identidades de la desconocida de Woodlawn. El departamento de policía del condado llegó a ofrecer una recompensa en metálico de 2 000 dólares por cualquier información sobre este caso. Un caso notable fue el de María "Mia" Anjiras, una adolescente que había huido de su casa de Connecticut en febrero de 1976.
El rostro de la víctima ha sido reconstruido en múltiples ocasiones para su divulgación al público. Existen tres versiones realizadas por el Centro Nacional para Menores Desaparecidos y Explotados (National Center for Missing & Exploited Children). También se realizaron otros bocetos de ella. El departamento de policía local proporcionó una regresión de la edad y una reconstrucción adicional, creada por Eve Grant, con la esperanza de proporcionar una estimación de su aspecto a una edad más temprana (en caso de que fuera "una fugitiva" o alguien la conociera en un periodo anterior de su vida).
Una de las llaves que llevaba la víctima estaba fabricada en Fitchburg (Massachusetts), y tenía estampado "DB09212".
La bolsa de semillas de césped estaba relacionada con una fábrica de Búfalo (Nueva York). Se había vendido exclusivamente en las ciudades de Massachusetts de Waltham, Rochdale, Lowell, Weymouth y Greenfield. Años antes del asesinato, se había interrumpido la producción de este tipo de bolsas.
El análisis forense del polen de los objetos encontrados junto al cadáver indicó que había pasado tiempo en una zona poblada, como Boston o la ciudad de Nueva York. A estos resultados contribuyó la detección de polen de cedro y cicuta, que posiblemente procedía de un lugar como el Jardín Botánico de Nueva York o la Universidad de Harvard.
El caso ha aparecido en el programa America's Most Wanted. Se procesaron pistas, pero no condujeron a la identidad de la víctima ni a la de su asesino o asesinos.
En diciembre de 2015, el Centro Nacional para Menores Desaparecidos y Explotados anunció un avance en el caso después de que la policía del condado de Baltimore recibiera una pista. Se descubrió una coincidencia adecuada, siendo descrita como una adolescente puertorriqueña o colombiana que se había mudado a Boston con sus padres y hasta cinco hermanos. Se anunció que la explicación del tatuaje de "JP" en su brazo eran posiblemente las iniciales de una parte de la ciudad, conocida como "Jamaica Plain", donde vivía la posible coincidencia, en "Forbes Street". También se incluyeron posibles ubicaciones escolares. El departamento tuvo dificultades para encontrar a los familiares de la niña, por lo que la investigación quedó en suspenso.
En el 40.º aniversario de su descubrimiento, el Centro Nacional para Menores Desaparecidos y Explotados publicó una reconstrucción actualizada de la víctima.

## Identificación
El 15 de septiembre de 2021, tras realizar más pruebas de ADN con la ayuda del Centro Nacional para Menores Desaparecidos y Explotados, Bode Technology y Othram, los detectives identificaron a la chica como Margaret Fetterolf, de 16 años, oriunda de Alexandria (Virginia). Fetterolf desapareció a finales del verano de 1975 y, en el momento de su desaparición, estudiaba en el instituto Hayfield Secondary School. Su familia denunció su desaparición un año antes de que se encontrara su cuerpo. Se sigue investigando quién fue el responsable de su agresión sexual y asesinato.